# Alexander Sánchez
Alexander Sánchez (* 22. Januar 1983) ist ein costa-ricanischer Radrennfahrer.
Sánchez wurde 2008 costa-ricanischer Landesmeister im Straßenrennen. Bei der Costa Rica-Rundfahrt 2009 gewann er zusammen mit seinem Teamkollegen das Mannschaftszeitfahren, womit ihm sein einziger Sieg in einem Rennen des internationalen Kalenders gelang. Im Übrigen gewann er mehrere Rennen nationaler Radsportkalender, vornehmlich seines Heimatlandes.

## Erfolge
2008
- Costa-ricanischer Meister – Straßenrennen

2009
- Mannschaftszeitfahren Vuelta Ciclista a Costa Rica